# Matsucoccus macrocicatrices
Matsucoccus macrocicatrices är en insektsart som beskrevs av Richards 1960. Matsucoccus macrocicatrices ingår i släktet Matsucoccus och familjen pärlsköldlöss. Inga underarter finns listade i Catalogue of Life.